# James Wong Howe

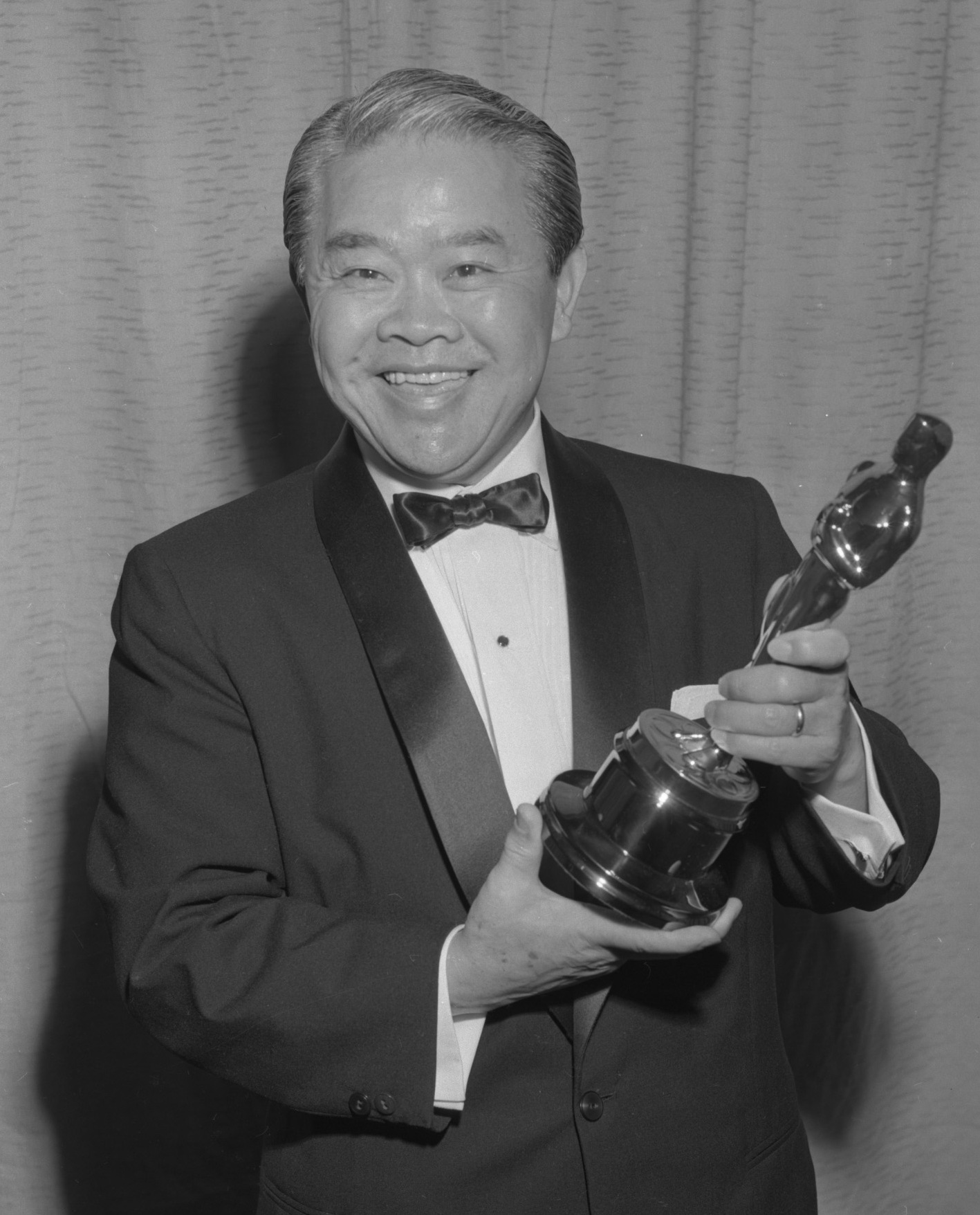
James Wong Howe (1956)

James Wong Howe, eigentlich Wong Tung Jim (chinesisch 黃宗霑 / 黄宗霑, Pinyin Huáng Zōngzhān, * 28. August 1899 in Guangzhou, China; † 12. Juli 1976 in Hollywood, Los Angeles, Kalifornien), war ein amerikanischer Kameramann. In Filmtiteln ist sein Name gelegentlich auch als „James Howe“ angegeben.

## Leben und Filme
James Wong Howe wurde im Süden Chinas als Sohn von Wong How geboren. Sein Vater, der in Amerika einige Erfolge als Ladenbesitzer hatte, konnte seinen Sohn aufgrund der Gesetzeslage (Chinese Exclusion Act) erst 1904 nachholen.
Howe kam nach einigen Versuchen als Boxer schließlich als Fotograf und machte die Bekanntschaft eines Kameramanns, der ihm zu einer Aufräumtätigkeit im Schneideraum der Famous Players-Lasky Corporation verhalf. Von dort arbeitete er sich bis zum slate boy des Regisseurs Cecil B. DeMille hoch. Nachdem 1914 aus den Famous Players allmählich die Paramount Pictures entstand, stieg Howe innerhalb von vier Jahren vom Kameraassistenten zum operierenden Kameramann auf. 1923 folgte seine erste selbstständige Kameraarbeit als Director of photography: auf Empfehlung der Schauspielerin Mary Miles Minter war er an den zwei von ihren Produktionen beteiligt, die den Star sehr vorteilhaft aussehen ließen.
Zu den bekannteren Filmen bei Paramount gehörte die Arbeit an der Clara Bow Komödie Mantrap. 1927 war sein Ruf als ein Kameramann, der mit Licht ideenreicher und raffinierter umging als die meisten seiner Kollegen, so gefestigt, dass er sich selbstständig machte. 1928 drehte er für MGM die Filme Laugh, Clown, Laugh mit Lon Chaney und Loretta Young sowie Four Walls mit Joan Crawford und John Gilbert. Ab 1931 arbeitete er nebenbei auch für die alten Fox-Studios. Indirekt war Howe auch am Film Shanghai-Express beteiligt: während einer Chinareise hatte er Filmaufnahmen gemacht, die er ursprünglich für eine eigene Regiearbeit verwenden wollte, um das Material schließlich an Paramount zu verkaufen. Josef von Sternberg benutzte das Archivmaterial dann in besagtem Film.
Höhepunkte seiner Arbeit waren der Abenteuerfilm Der Gefangene von Zenda, wo er 1937 vor dem Problem stand, dass beide Hauptdarsteller Ronald Colman und Madeleine Carroll ihre linke Gesichtshälfte in die Kamera halten wollten sowie Algiers aus dem Folgejahr. Das romantische Melodrama, ebenfalls unter der Regie von John Cromwell, war das amerikanische Debüt von Hedy Lamarr, und Howe nahm die Schauspielerin so geschickt auf, dass sie ihrem Ruf als schönste Frau der Welt gerecht wurde.
Howe war ein Spezialist für den Einsatz von Schatten und gedämpfte Helligkeit, was ihm den Spitznamen low-key Hoe eintrug und einer der ersten Kameraleute in Hollywood, die mit extremer Schärfentiefe arbeiteten, bei der Vordergrund und Hintergrund gleichermaßen scharf sind. Häufig nutzte er dieses Mittel, um im Bildvordergrund befindliche Personen durch den Hintergrund zu charakterisieren – z. B. in dem Western Verfolgt, in dem der Hintergrund einer kargen Wüstenlandschaft den Seelenzustand eines vorn im Bild befindlichen gefolterten Mannes erläutert.
Seine Ideen kamen jedoch bei den Produzenten nicht immer so gut an. Bei den Dreharbeiten zu dem Film Whipsaw mit Myrna Loy hatte Howe eine starke Hell-Dunkel-Lichtführung gewählt, um Myrna Loy, die laut Drehbuch gerade die ganze Nacht wach bei einer kranken Frau gesessen hatte, erschöpft aussehen zu lassen. Studioboss Louis B. Mayer, der sich bei wichtigen Filmen die daily rushes, die täglichen Aufnahmen, zeigen ließ, rief Howe daraufhin zu sich und fragte ihn, ob er eventuell unpässlich sei, immerhin habe er Myrna Loy wie eine alte Frau aussehen lassen. Howe erläuterte sein Konzept und wurde mit einem der berüchtigten Mayer-Wutausbrüche aus dem Büro geworfen. Die Szene wurde im Sinne des Studios neu aufgenommen und Loy blickte perfekt geschminkt in den Spiegel und seufzte: „Ich sehe schrecklich aus.“
James Wong Howe war einer der ersten asiatischen Künstler, denen beim Film eine bedeutende Karriere gelang. Er unterhielt eine langjährige Partnerschaft mit der Autorin Sanora Babb, einer Weißen, die er erst 1949, nach Aufhebung des kalifornischen Mischehen-Verbots, heiraten konnte. Howe war ein Cousin der Schauspielerin Anna May Wong.

## Filmografie (Auswahl)
- 1923: The Spanish Dancer
- 1923: Menschen zweier Welten (The Call of the Canyon)
- 1924: Peter Pan
- 1925: The Charmer
- 1926: Ein Ende mit Schrecken (Sea Horses)
- 1926: Mantrap
- 1927: Hauptmann Sorrell und sein Sohn (Sorrell and Son)
- 1928: Laugh, Clown, Laugh
- 1928: Four Walls
- 1930: Das Strafgesetzbuch (The Criminal Code)
- 1931: Transatlantic
- 1933: Walking Down Broadway
- 1933: Herz zu verschenken (Beauty for Sale)
- 1933: The Power and the Glory
- 1934: Schrei der Gehetzten (Viva Villa!)
- 1934: Manhattan Melodrama
- 1934: Der dünne Mann (The Thin Man)
- 1935: Spione küßt man nicht (Rendezvous)
- 1935: Biography of a Bachelor Girl
- 1935: The Flame Within
- 1935: Blutige Perlen (Whipsaw)
- 1936: Feuer über England (Fire Over England)
- 1936: Unter der roten Robe (Under the Red Robe)
- 1937: Der Gefangene von Zenda (The Prisoner of Zenda)
- 1938: Toms Abenteuer (The Adventures of Tom Sawyer)
- 1938: Algiers
- 1938: Comet Over Broadway
- 1939: Oklahoma Kid (The Oklahoma Kid)
- 1939: Four Wives
- 1939: Zum Verbrecher verurteilt (They Made Me a Criminal)
- 1940: Abe Lincoln in Illinois
- 1940: Paul Ehrlich – Ein Leben für die Forschung (Dr. Ehrlich's Magic Bullet)
- 1940: Im Taumel der Weltstadt (City for Conquest)
- 1940: Ein Mann mit Phantasie (A Dispatch from Reuter's)
- 1940: Fantasia
- 1941: Schönste der Stadt (The Strawberry Blonde)
- 1941: Ufer im Nebel (Out of the Fog)
- 1942: Kings Row
- 1942: Yankee Doodle Dandy
- 1943: Auch Henker sterben (Hangmen Also Die!)
- 1943: In die japanische Sonne (Air Force)
- 1943: The Hard Way
- 1943: The North Star
- 1944: Fahrkarte nach Marseille (Passage to Marseille)
- 1945: Jagd im Nebel (Confidential Agent)
- 1945: Der Held von Burma (Objective, Burma!)
- 1946: My Reputation
- 1946: Nora Prentiss
- 1947: Jagd nach Millionen (Body and Soul)
- 1947: Verfolgt (Pursued)
- 1948: Nur meiner Frau zuliebe (Mr. Blandings Builds His Dream House)
- 1950: Der Baron von Arizona (The Baron of Arizona)
- 1950: Der Rebell von Mexiko (The Eagle and the Hawk)
- 1950: Tripolis (Tripoli)
- 1951: Gangster unter sich (Behave Yourself!)
- 1951: Frauen und Toreros (The Brave Bulls)
- 1951: Steckbrief 7-73 (He Ran All the Way)
- 1952: Kehr zurück, kleine Sheba (Come Back, Little Sheba)
- 1953: Stazione Termini
- 1955: Picknick (Picnic)
- 1955: Die tätowierte Rose (The Rose Tattoo)
- 1957: Dein Schicksal in meiner Hand (Sweet Smell of Success)
- 1957: In einem anderen Land (A Farewell to Arms)
- 1958: Der alte Mann und das Meer (The Old Man and the Sea)
- 1958: Meine Braut ist übersinnlich (Bell, Book and Candle)
- 1959: Der Zorn des Gerechten (The Last Angry Man)
- 1959: Sensation auf Seite 1 (The Story on Page One)
- 1960: Nur wenige sind auserwählt (Song without End)
- 1963: Der Wildeste unter Tausend (Hud)
- 1964: Carrasco, der Schänder (The Outrage)
- 1965: Die glorreichen Reiter (The Glory Guys)
- 1966: Dieses Mädchen ist für alle (This Property Is Condemned)
- 1966: Der Mann, der zweimal lebte (Seconds)
- 1967: Man nannte ihn Hombre (Hombre)
- 1968: Das Herz ist ein einsamer Jäger (The Heart Is a Lonely Hunter)
- 1970: Verflucht bis zum jüngsten Tag (The Molly Maguires)
- 1975: Funny Lady

## Auszeichnungen
Oscar
- 1938: Algiers – Nominierung
- 1940: Abe Lincoln in Illinois – Nominierung
- 1942: King’s Row – Nominierung
- 1943: The North Star – Nominierung
- 1943: Air Force – Nominierung
- 1955: Die tätowierte Rose (The Rose Tattoo) – Oscar als Bester Kameramann
- 1958: Der alte Mann und das Meer (The Old Man and the Sea) – Nominierung
- 1963: Der Wildeste unter Tausend – Oscar als Bester Kameramann
- 1966: Der Mann, der zweimal lebte (Seconds) – Nominierung
- 1975: Funny Lady – Nominierung

Laurel Award
- 1958: Der alte Mann und das Meer (The Old Man and the Sea) – gewonnen
- 1968: Das Herz ist ein einsamer Jäger (The Heart Is a Lonely Hunter) – gewonnen

## Ehrungen
2003 wurde er bei einer Umfrage der International Cinematographers Guild unter ihren Mitgliedern in die Top 11 der wichtigsten Kameramänner der Filmgeschichte gewählt.
Am 28. August 2020 wurde Howe zu seinem 118. Geburtstag mit einem Google Doodle geehrt.